# جورج ميخائيل (عالم سياسة)
جورج ميخائيل (بالإنجليزية: George Michael)‏ هو عالم سياسة أمريكي، ولد في 30 يناير 1961.